# Büllingen
Büllingen (en való Bollindje i en francès Bullange) és un municipi belga de la província de Lieja a la regió valona i a la Comunitat Germanòfona de Bèlgica. El 2008 tenia 5.471 habitants.
Es troba a la vora de les Ardenes i és part de la reserva natural Hautes Fagnes-Eifel. Fou adjudicat a Bèlgica pel Tractat de Versalles el 1919 amb altres municipis en els Cantons de l'Est.
Està situat a la frontera alemanya i depèn del districte administratiu de Sankt-Vith. Es va fusionar amb els antics municipis de Rocherath i Manderfeld, que ara forma un municipi que havia de juliol de 2004 tenia 5.350 habitants (2.744 homes i 2.606 dones), repartits en una superfície total de 150,50 km².
A la regió, prop de l'altiplà d'Hautes Fagnes, hi ha el naixement dels rius Warche, Our, Olef i Schwalm. Acull el campament militar d'Elsenborn.

## Localitats
- Büllingen, Mürringen, Hünningen, Honsfeld
- Rocherath, Krinkelt, Wirtzfeld
- Manderfeld, Afst, Allmuthen, Berterath, Buchholz, Hasenvenn, Hergersberg, Holzheim, Hüllscheid, Igelmonder Hof, Igelmondermühle, Kehr, Krewinkel, Lanzerath, Losheimergraben, Merlscheid, Weckerath, Andlermühle, Eimerscheid, Medendorf